# Ряполово (Курская область)
Ряпо́лово — деревня в Горшеченском районе Курской области России. Входит в состав Удобенского сельсовета.

## География
Деревня находится в восточной части Курской области, в лесостепной зоне, в пределах юго-западной части Среднерусской возвышенности, на правом берегу реки Олым, на расстоянии примерно 4 км (по прямой) к северо-северо-востоку (NNE) от посёлка городского типа Горшечное, административного центра района. Абсолютная высота — 204 м над уровнем моря.
Часовой пояс
Деревня Ряполово, как и вся Курская область, находится в часовой зоне МСК (московское время). Смещение применяемого времени относительно UTC составляет +3:00.

## Население
| 2002 | 2010 |
| ---- | ---- |
| 127  | ↘95  |

Гендерный состав
По данным Всероссийской переписи населения 2010 года в гендерной структуре населения мужчины составляли 44,2 %, женщины — соответственно 55,8 %.
Национальный состав
Согласно результатам переписи 2002 года, в национальной структуре населения русские составляли 97 % из 127 человек.

## Улицы
Уличная сеть деревни состоит из двух улиц (Первомайская и Полевая).